# Zostérops de Lifu
Zosterops inornatus · Zostérops de Lifou
Espèce
Statut de conservation UICN

 LC  : Préoccupation mineure
Le Zostérops de Lifu (Zosterops inornatus), ou Zostérops de Lifou, est une espèce de passereaux de la famille des Zosteropidae.

## Répartition
Cet oiseau peuple l'île de Lifou (Nouvelle-Calédonie).

## Systématique
Le nom valide complet (avec auteur) de ce taxon est Zosterops inornatus Layard, 1878.
Ce taxon porte en français les noms vernaculaires ou normalisés suivants : Zostérops de Lifou,, Zostérops de Lifu.